# Cartodere apfelbecki
Cartodere apfelbecki is een keversoort uit de familie schimmelkevers (Latridiidae). De wetenschappelijke naam van de soort werd in 1901 gepubliceerd door Edmund Reitter.